# 메트로폴리탄 플라자

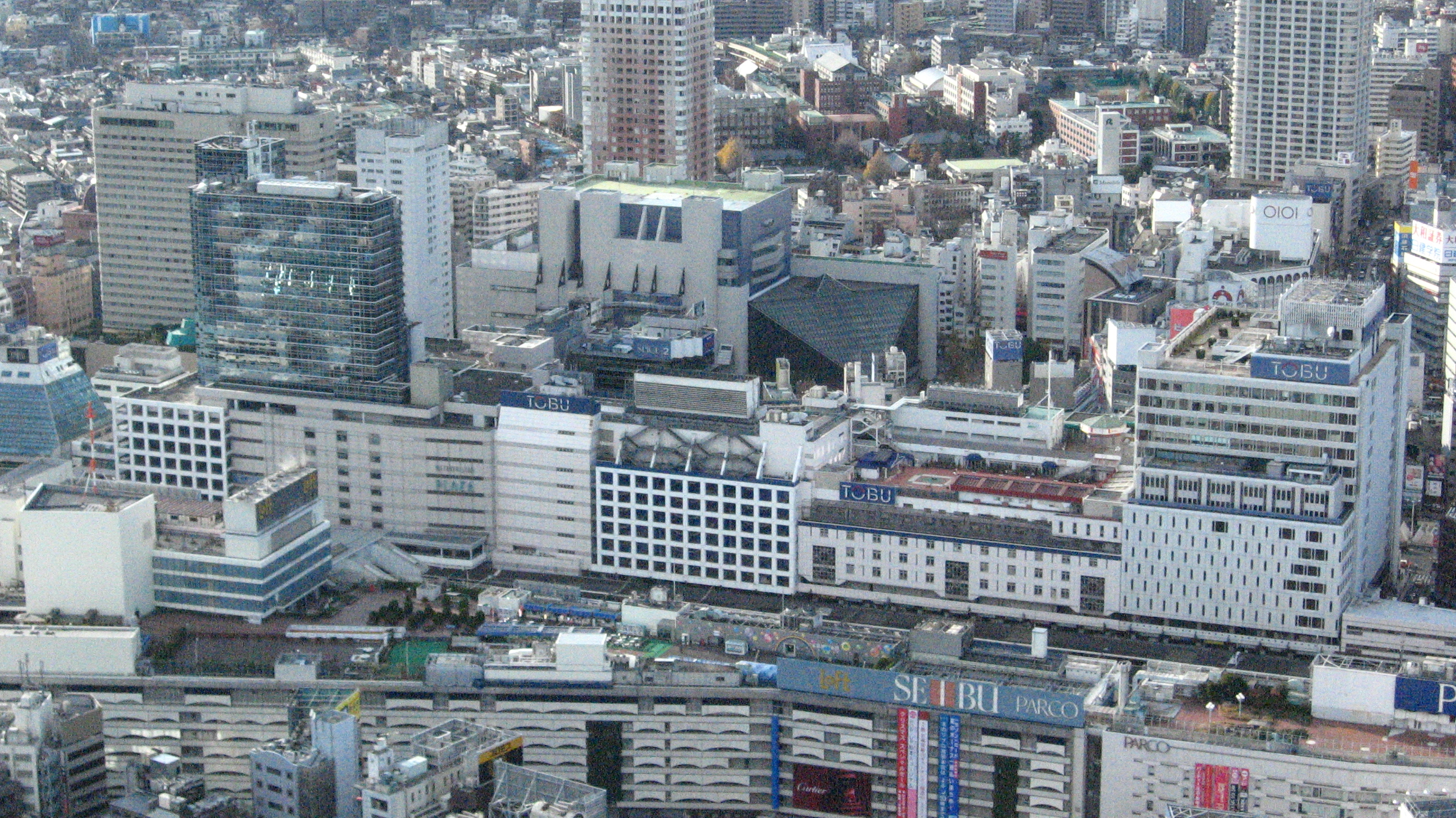

메트로폴리탄 플라자(METROPOLITAN PLAZA)는 일본 도쿄도 도시마구 이케부쿠로에 있는 상업시설로 지하 1층과 지상 3~7층은 도부백화점과 연결되어 거대한 상점가를 형성하고 있다. 지하 1층에서 6층은 여성 패션이 들어서 있고, 4층에는 이케다 서점, 6층에는 무지루시료힌, HMV가 입점해 있다. 7~8층에는 24개의 레스토랑과 카페가 모여있다.